# Rostkantad myrvireo
Rostkantad myrvireo (Herpsilochmus rufimarginatus) är en fågel i familjen myrfåglar inom ordningen tättingar.

## Utseende och läte
Rostkantad myrvireo är en liten medlem av familjen med rätt lång näbb och lång stjärt. Fjäderdräkten är relativt färggrann, med gul buk, roströda vingar, tydligt vitt vingband och ett mörkt ögonstreck. Könen är lika, men honan har roströd hjässa (hanen har svart). Lätet består av en fallande och pipig drill, snabbast i mitten.

## Utbredning och systematik
Rostkantad myrvireo förekommer från nordöstra Brasilien (Bahia) söderut till östra Paraguay, nordöstra Argentina och sydöstra Brasilien. Den behandlas som monotypisk, det vill säga att den inte delas in i några underarter. Tidigare inkluderade den arten Herpsilochmus frater, då under det svenska trivialnamnet rostvingad myrsmyg. I samband med uppdelningen flyttades trivialnamnet över till frater och rufimarginatus döptes om.

## Levnadssätt
Rostkantad myrvireo hittas i skogar i låglänta områden och förberg. Den ses oftast i par, födosökande i skogens nedre och mellersta skikt. Fågeln slår ofta följe med kringvandrande artblandade flockar.

## Status
Arten har ett stort utbredningsområde och beståndet anses vara stabilt. Internationella naturvårdsunionen IUCN listar den därför som livskraftig (LC).